# Dregea sinensis
Espèce
Classification phylogénétique
La drégée de Chine - Dregea sinensis - est une espèce de plante à fleurs de la famille des Apocynacées originaire de Chine.
Nom chinois : 苦绳

## Position taxinomique et historique
Comme le genre, cette espèce appartient à la sous-famille Asclepiadoideae, tribu Marsdenieae.
William Botting Hemsley décrit cette espèce en 1889 à partir d'échantillons  collectés par Henry et Faber en Chine dans le Hubei.
En 1923, Otto Stapf la place dans le genre Wattakaka publié par Justus Carl Hasskarl en 1857.
En 1998, Ralf Omlor, dans sa thèse, publie une révision des genres de la tribu Marsdenieae : la place dans le genre Dregea est confirmée.
Dregea sinensis compte donc un synonyme :
- Wattakaka sinensis (Hemsl.) Stapf (1923)

Elle compte aussi une variété botanique :
- Dregea sinensis var. corrugata (Schneid.) Tsiang & P.T.Li (1974) - synonyme : Dregea corrugata Schneid.

## Description
Il s'agit d'une liane, caduque, à feuilles cordées.
Sa floraison est estivale et légèrement parfumée.
Ses fleurs sont blanches, teintées de rose.

## Distribution
Dregea sinensis est originaire de Chine (Gansu, Guangxi, Guizhou, Hubei, Hunan, Jiangsu, Shaanxi, Shanxi, Sichuan, Xizang, Yunnan, Zhejiang). Son habitat d'origine est un milieu forestier ouvert.
La Drégée de Chine s'est largement diffusée comme plante ornementale grimpante dans l'ensemble des pays à climat tempéré. Elle exige une exposition ensoleillée et un substrat pas trop humide. Elle résiste à des températures de -15 °C.
Les horticulteurs diffusent maintenant quelques cultivars, dont les plus connus sont :
- Dregea sinensis 'Brockhill Silver' - variété au feuillage bordé de blanc
- Dregea sinensis 'Explosion' - variété au feuillage marbré vert foncé, vert tilleul et crème
- Dregea sinensis 'Variegata' - variété au feuillage panaché.

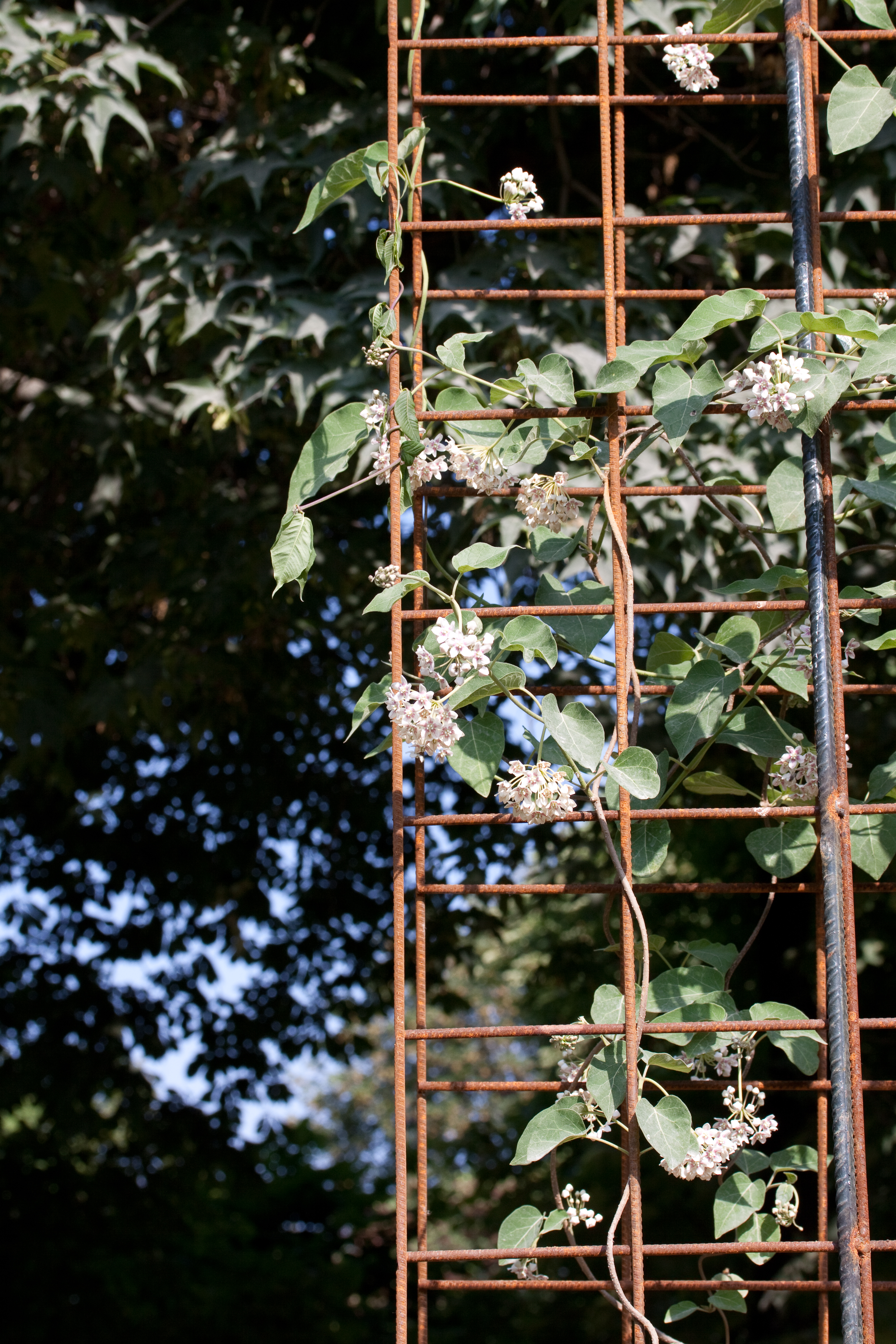
Floraison.
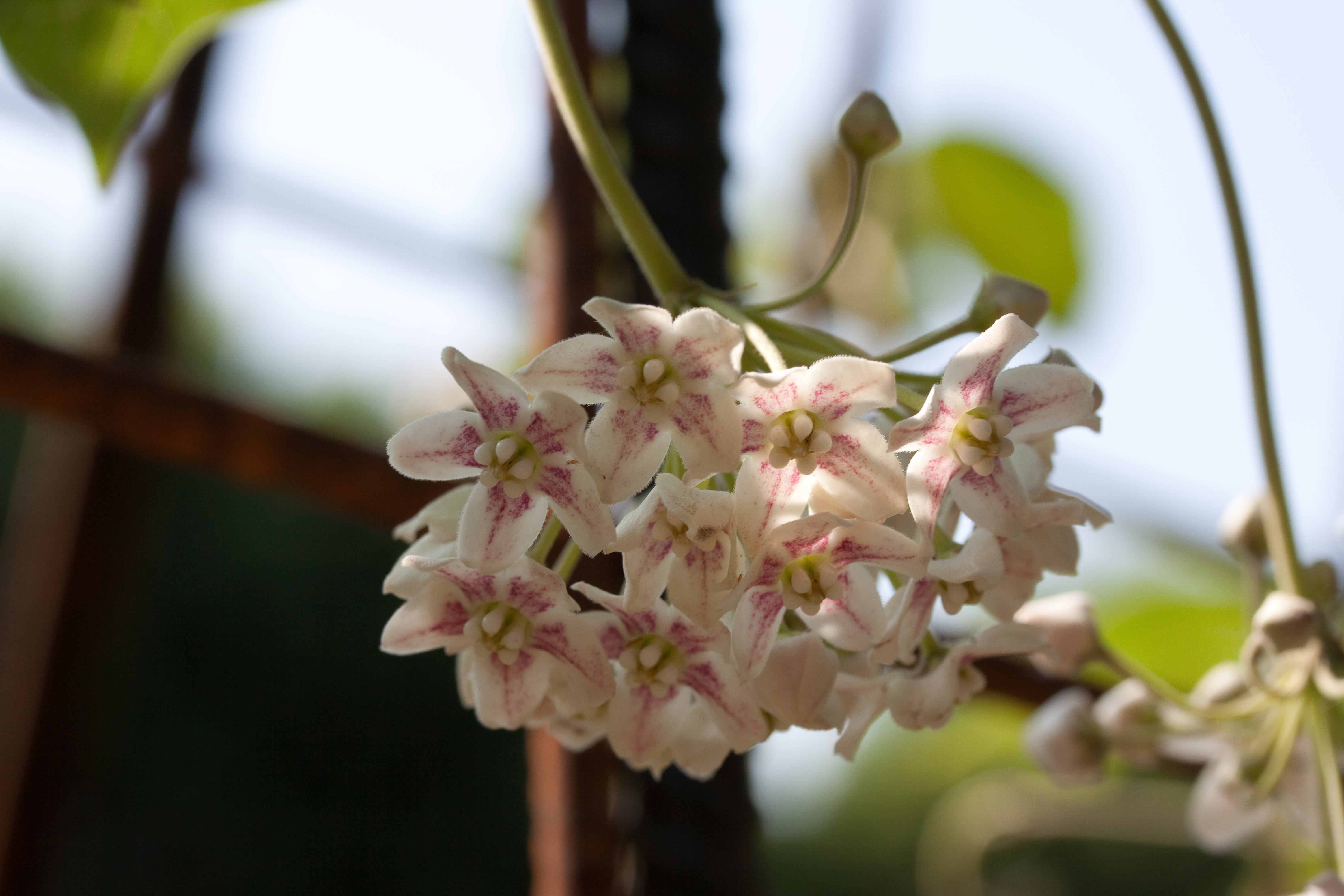
Fleurs.
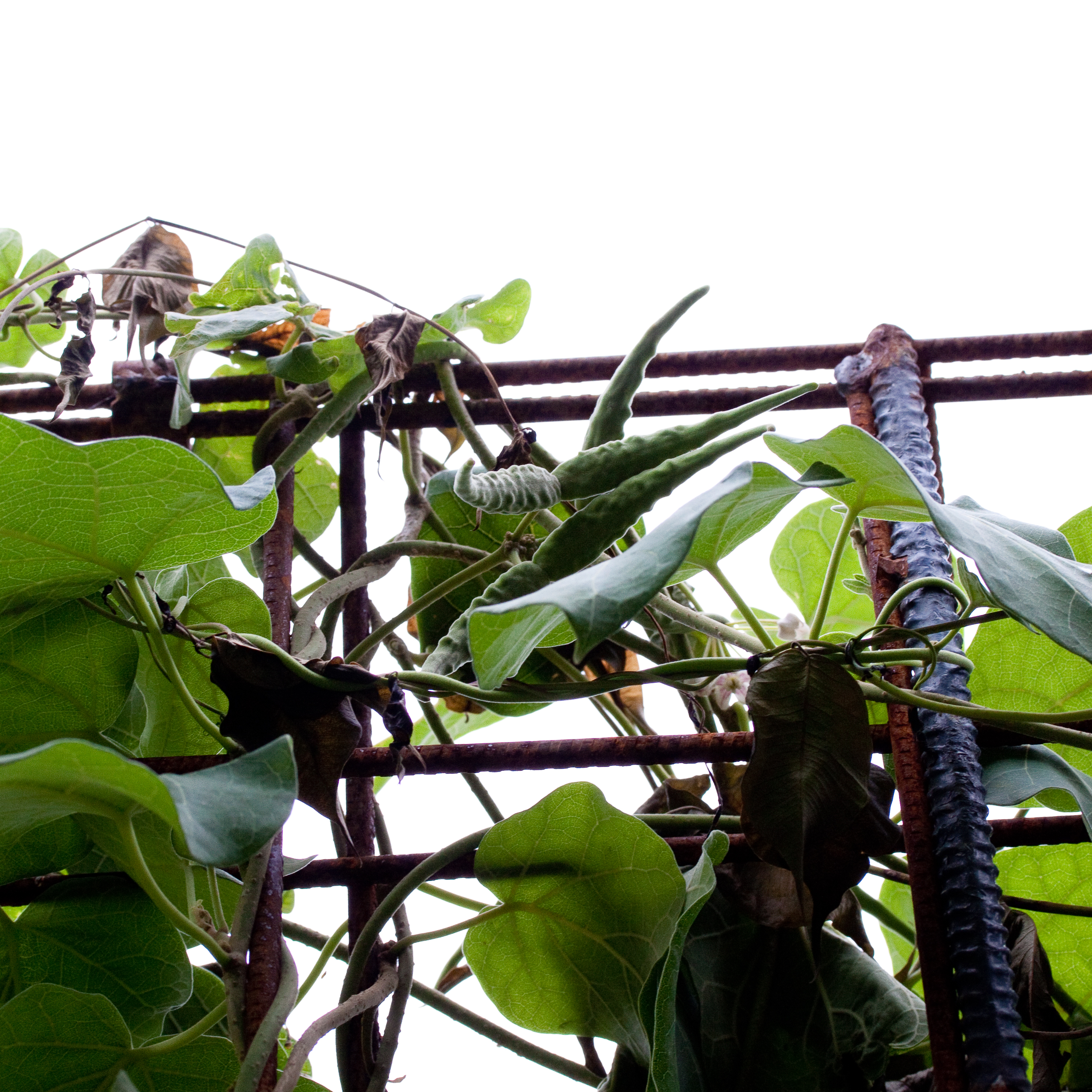
Fruits.